# Boris Olegowitsch Mironow
Boris Olegowitsch Mironow (russisch Борис Олегович Миронов; * 21. März 1972 in Moskau, Russische SFSR) ist ein ehemaliger russischer Eishockeyspieler. Während seiner Karriere bestritt er zwischen 1993 und 2004 über 700 Spiele für die Winnipeg Jets, Edmonton Oilers, Chicago Blackhawks und New York Rangers in der National Hockey League. Sein älterer Bruder Dmitri war ebenfalls professioneller Eishockeyspieler und lange in der NHL aktiv.

## Karriere
Mironow begann seine Karriere 1988 beim HK ZSKA Moskau und wurde 1989 erstmals in seiner Karriere mit ZSKA Sowjetischer Meister. Damit qualifizierte sich der ZSKA für den Europapokal, den der Klub unter anderem 1989 und 1990 gewann. Nach dem Zerfall der Sowjetunion wurde Mironow – wie eine ganze Reihe ehemaliger sowjetischer Spieler – beim NHL Entry Draft 1992 in der zweiten Runde an 27. Stelle durch die Winnipeg Jets ausgewählt. Der Verteidiger spielte aber bis 1993 für ZSKA in der Wysschaja Liga, der höchsten Spielklasse der Sowjetunion, und deren Nachfolgeligen.
Im Sommer 1993 wechselte er in die National Hockey League zu den Jets, für die er in seiner Rookiesaison 61 Spiele absolvierte, bevor er im Tausch gegen Dave Manson an die Edmonton Oilers abgegeben wurde. Trotz eines Leistungseinbruchs nach dem Wechsel wurde der Russe am Ende der regulären Saison in das NHL All-Rookie Team gewählt. In den folgenden Spielzeiten war er meist einer der beiden Topverteidiger der Oilers und überzeugte nicht nur defensiv, sondern vor allem auch in der Offensive. So erzielte er in der Spielzeit 1997/98 in 81 Saisonspielen 16 Tore und 30 Assists, was ihn zum punktbesten Verteidiger seines Teams machte und unter die Top 20 der NHL-Verteidiger brachte.
Am 20. März 1999 gaben die Oilers Boris Mironow, Jonas Elofsson und Dean McAmmond an die Chicago Blackhawks ab, die im Gegenzug Chad Kilger, Ethan Moreau, Daniel Cleary und Christian Laflamme zu den Oilers schickten. Bei den Blackhawks konnte Mironow bis auf die erste Spielzeit nicht an die gezeigten Leistungen anknüpfen, wobei vor allem seine Offensivstärke nachließ. Aufgrund dessen tauschten die Blackhawks ihn am 8. Januar 2003 gegen ein Draft-Pick von den New York Rangers ein. Bei den Rangers absolvierte er über 100 Saisonspiele, in denen er 28 Scorerpunkte sammelte.
2004 beendete er zunächst seine Karriere, kehrte aber in der Saison 2006/07 aufs Eis zurück und spielte für Witjas Tschechow in der russischen Superliga. Danach setzte er sich erneut zur Ruhe, bevor er 2008 Spielertrainer beim HK Rys Podolsk in der inzwischen zweitklassigen Wysschaja Liga wurde. Im Sommer 2009 wechselte er zu Krylja Sowetow Moskau, für das er 21 Spiele in der Wysschaja Liga absolvierte, bevor er seine Karriere endgültig beendete.

### International
Auf internationaler Bühne kam Mironow erstmals bei der Junioren-Europameisterschaft 1989 in Kiew für die Nationalmannschaft der UdSSR zum Einsatz. Dabei konnte er in fünf Turnierspielen fünf Scorerpunkte verbuchen und die Goldmedaille gewinnen. Ein Jahr später spielte er erneut bei der Junioren-Europameisterschaft und gewann Silber. In den Jahren 1991 und 1992 lief er jeweils bei der Junioren-Weltmeisterschaft auf. Nachdem die UdSSR 1991 Silber gewonnen hatte, errang das Team im Jahr darauf die Goldmedaille, obwohl die Sowjetunion im Lauf des Turniers zerfiel und die Mannschaft in der Folge für die Gemeinschaft Unabhängiger Staaten aufs Eis ging.
Im Seniorenbereich kam der Verteidiger erstmals bei der Weltmeisterschaft 1996 für Russland zum Einsatz. Trotz fünf Punkten Mironows kam die Mannschaft nicht über den vierten Rang hinaus. Zudem spielte er bei den Olympischen Winterspielen 1998 in Nagano und 2002 in Salt Lake City. In Nagano gewann er dabei die Silbermedaille nach einer Finalniederlage gegen Tschechien und in Salt Lake City Bronze. Das olympische Eishockeyturnier in Nagano war zugleich das einzige internationale Turnier, das er gemeinsam mit seinem Bruder bestritt. 1998 wurde er als Verdienter Meister des Sports Russlands ausgezeichnet.

### Als Trainer
Schon bei Rys Podolsk und Krylja Sowetow agierte Mironow als Spielertrainer. Zwischen 2015 und 2017 betreute er die Krasnaja Armija, die Juniorenmannschaft von ZSKA Moskau, als Assistenz- und später als Cheftrainer. Anschließend wurde er Cheftrainer beim Farmklub des ZSKA, dem HK Swesda Tschechow.
Von Januar 2019 bis April 2020 war Mironow Assistenztrainer bei Neftechimik Nischnekamsk in der Kontinentalen Hockey-Liga (KHL). Seit 2021 ist er Cheftrainer des HK Spartak Moskau, ebenfalls aus der KHL.

## Erfolge und Auszeichnungen
| - 1989 Sowjetischer Meister mit dem HK ZSKA Moskau - 1989 Europapokal-Gewinn mit dem HK ZSKA Moskau - 1990 Europapokal-Gewinn mit dem HK ZSKA Moskau | - 1991 Spengler-Cup-Gewinn mit dem HK ZSKA Moskau - 1994 NHL All-Rookie Team - 1998 Verdienter Meister des Sports Russlands |

### International
| - 1989 Goldmedaille bei der Junioren-Europameisterschaft - 1990 Silbermedaille bei der Junioren-Europameisterschaft - 1991 Silbermedaille bei der Junioren-Weltmeisterschaft | - 1992 Goldmedaille bei der Junioren-Weltmeisterschaft - 1998 Silbermedaille bei den Olympischen Winterspielen - 2002 Bronzemedaille bei den Olympischen Winterspielen |

## Karrierestatistik

### International
| Vertrat Sowjetunion bei: - Junioren-Europameisterschaft 1989 - Junioren-Europameisterschaft 1990 - Junioren-Weltmeisterschaft 1991 - Junioren-Weltmeisterschaft 1992 | Vertrat Russland bei: - Weltmeisterschaft 1996 - Olympischen Winterspielen 1998 - Olympischen Winterspielen 2002 |

(Legende zur Spielerstatistik: Sp oder GP = absolvierte Spiele; T oder G = erzielte Tore; V oder A = erzielte Assists; Pkt oder Pts = erzielte Scorerpunkte; SM oder PIM = erhaltene Strafminuten; +/− = Plus/Minus-Bilanz; PP = erzielte Überzahltore; SH = erzielte Unterzahltore; GW = erzielte Siegtore; 1 Play-downs/Relegation; Kursiv: Statistik nicht vollständig)